# Бялобель
Бялобель (пол. Białobiel) — село в Польщі, у гміні Леліс Остроленцького повіту Мазовецького воєводства.
Населення — 629 осіб (2011).
У 1975-1998 роках село належало до Остроленцького воєводства.

## Демографія
Демографічна структура станом на 31 березня 2011 року:
|          | Загалом | Допрацездатний вік | Працездатний вік | Постпрацездатний вік |
| -------- | ------- | ------------------ | ---------------- | -------------------- |
| Чоловіки | 328     | 91                 | 224              | 13                   |
| Жінки    | 301     | 72                 | 196              | 33                   |
| Разом    | 629     | 163                | 420              | 46                   |